# Juppette
Pour l’article ayant un titre homophone, voir jupette.
On appelle « juppettes » les douze femmes qui ont fait partie du premier gouvernement d'Alain Juppé du 17 mai au 7 novembre 1995. Elles occupent pour la grande majorité d'entre elles des postes de secrétaires d'État, ou des ministères de second ordre, avant d'en être évincées quelques mois après leur nomination.

## Liste
1. Élisabeth Hubert, ministre de la Santé publique et de l'Assurance maladie ;
2. Colette Codaccioni, ministre de la Solidarité entre les générations ;
3. Corinne Lepage, ministre de l'Environnement ;
4. Françoise de Panafieu, ministre du Tourisme ;
5. Anne-Marie Couderc, secrétaire d'État auprès du Premier ministre, chargée de l'Emploi ;
6. Élisabeth Dufourcq, secrétaire d'État auprès du ministre de l'Éducation nationale, chargée de la Recherche ;
7. Françoise Hostalier, secrétaire d'État auprès du ministre de l'Éducation nationale, chargée de l'Enseignement scolaire ;
8. Anne-Marie Idrac, secrétaire d'État auprès du ministre de l'Aménagement du Territoire, chargée des Transports ;
9. Margie Sudre, secrétaire d'État auprès du ministre des Affaires étrangères, chargée de la Francophonie ;
10. Nicole Ameline, secrétaire d'État auprès du ministre de la Réforme de l'État, chargée de la Décentralisation ;
11. Françoise de Veyrinas, secrétaire d'État auprès du ministre de l'Intégration, chargée des quartiers en difficulté ;
12. Christine Chauvet, secrétaire d'État auprès du ministre de l'Industrie, chargée du Commerce extérieur.

À la formation du second gouvernement d'Alain Juppé, seules trois d'entre elles ont continué à exercer leurs fonctions : Anne-Marie Idrac, Margie Sudre et Corinne Lepage, tandis qu'une quatrième, Anne-Marie Couderc, a connu une promotion en passant de secrétaire d'État à ministre délégué pour l'Emploi.

## Autre sens
La presse nomma aussi « juppette » le dispositif de prime à la casse mise en place par ce même Alain Juppé, en référence à celui d'Édouard Balladur, la « balladurette ».